# 红毛草
红毛草（学名：Rhynchelytrum repens）为禾本科红毛草属下的一个种。